# Senátní výbor pro vzdělávání, vědu, kulturu, lidská práva a petice
Výbor pro vzdělávání, vědu, kulturu, lidská práva a petice je výbor Senátu Parlamentu České republiky pro záležitosti vzdělávání, vědy, kultury, lidských práv a petice. 
V roce 2008 výbor hostil mezinárodní konferenci o evropském svědomí a komunismu.

## Struktura
| Ke dni          | Předseda                | Místopředsedové                                                  | Další členové                                                 |
| --------------- | ----------------------- | ---------------------------------------------------------------- | ------------------------------------------------------------- |
| 12. března 2011 | historik Jaromír Jermář | Hana Doupovcová, Marcel Chládek, Karel Kapoun a Jiří Oberfalzer  | Petr Bratský‚ Václav Homolka‚ Miloš Janeček a Richard Svoboda |
| 8. března 2023  | učitel Jan Růžička      | Ladislav Chlupáč, Pavel Kárník, Přemysl Rabas a Jaromíra Vítková | Jan Grulich, Josef Klement a Jan Tecl                         |

### Zřízené podvýbory

#### Ke dni 12. března 2011
Byly zřízeny:
- Podvýbor pro předškolní, základní a střední vzdělávání Výboru pro vzdělávání, vědu, kulturu, lidská práva a petice
- Podvýbor pro sport Výboru pro vzdělání, vědu, kulturu, lidská práva a petice

| Ke dni          | Předseda             | Místopředsedové                  | Další členové                                                                                                   |
| --------------- | -------------------- | -------------------------------- | --- |
| 12. března 2011 | politik Petr Bratský | Miluše Horská a Miroslav Nenutil | Pavel Čáslava, Václav Homolka, Marcel Chládek, Milan Pešák, Eva Richtrová, Dagmar Terelmešová a Otakar Veřovský |

| Ke dni          | Předseda                                       | Místopředsedové               | Další členové |
| --------------- | ---------------------------------------------- | ----------------------------- | --- |
| 12. března 2011 | reprezentant v silniční cyklistice Jozef Regec | Karel Kapoun a Miloš Vystrčil | Miroslav Antl, Petr Bratský, Vladimír Dryml, Petr Gawlas, Jan Horník, Marcel Chládek, Stanislav Juránek, Tomáš Kladívko, Pavel Lebeda, Miroslav Nenutil, Milan Pešák a Eva Richtrová |

#### Ke dni 8. března 2023
Byl zřízen:
- Podvýbor pro sport Výboru pro vzdělávání, vědu, kulturu, lidská práva a petice

| Ke dni         | Předseda             | Místopředsedové       | Další členové |
| -------------- | -------------------- | --------------------- | --- |
| 8. března 2023 | učitel Tomáš Třetina | Petr Fiala a Jan Pirk | Miroslav Adámek, Tomáš Fiala, Pavel Karpíšek, Josef Klement, Věra Procházková, Jiří Růžička, Jan Sobotka a Leopold Sulovský |

## Činnost výboru

### Schválení Roberta Fremra na ústavního soudce
Dne 26. července 2023 novinář, disident komunistického režimu a signatář Charty 77 Jan Urban v článku pro HlídacíPes.org poukázal na potřebu pečlivější rešerše minulosti kandidátů na soudce Ústavního soudu při jejich výběru a schvalování senátory, členy výboru pro vzdělávání, vědu, kulturu, lidská práva a petice, a poukázal na přinejmenším dva asistenty, které proto každý senátor má. Důvodem bylo schválení kandidatury soudce JUDr. Roberta Fremra, který v roce 1988 mezi 13. červnem a 7. červencem jako třicetiletý soudce předsedal pětičlennému trestnímu senátu Městského soudu v Praze v případu Olšanské hřbitovy, ve kterém obžalobu zmanipulovala komunistická tajná policie StB. Dne 4. srpna 2023 pražským městským státním žalobcům podalo Nejvyšší státní zastupitelství v Brně v kauze Olšanské hřbitovy z roku 1988 podnět k obnově řízení.